# Curimata inornata
Curimata inornata és una espècie de peix de la família dels curimàtids i de l'ordre dels caraciformes.

## Morfologia
- Els mascles poden assolir 13,6 cm de llargària total.[4]

## Alimentació
És detritívor.

## Hàbitat
Viu en zones de clima tropical.

## Distribució geogràfica
Es troba a Sud-amèrica: riu Tocantins i conca del riu Amazones.